# とりのなん子
とりの なん子（とりの なんこ、9月24日 - ）は、日本の漫画家。女性。

## 略歴
岩手県出身、盛岡市在住。デビュー時（2005年）30代独身。同人誌制作、少女漫画家のアシスタントなどを経てOL生活をしていたが、2004年10月、退職を視野に漫画投稿を決意。一番しめきりが近かった（11月末日）『モーニング』誌上で公募されていた講談社モーニング編集部主催の漫画新人賞「第17回MANGA OPEN大賞」へ4コマ漫画「とりぱん」を応募したところ、かわぐちかいじ・さだやす圭両審査員に絶賛され、大賞を受賞。退職してから1年間くらい投稿生活をして漫画家デビューをめざす予定だったが、投稿1作目での受賞で、翌年4月の『モーニング』2005年21号より連載が開始となった。

## 人物
メディアには顔出ししていないが、漫画家のさかもと未明とは友人で、さかもとのブログに顔写真が掲載されている。また、さかもととの旅行記を課長島耕作のパロディ『トリ締役・鳥工作』としてモーニングに発表している（『とりぱん』第13巻収録）。また同業者のツジトモとも親交がある。『とりぱん』では他にも青木幸子、伊藤静、和央明、嶋木あこ、ヒガアロハとの旅行記を掲載している。
小学館のアウトドア情報誌『BE-PAL』の取材記事は写真つきであったが、顔の部分だけは本人作画による似顔絵であった。
本記事の内容について、本人は「私のウィキペディアも、見せてもらったらウソだらけだし」と語っている（『とりぱん』・『モーニング』2010年No.34掲載分のハシラコメントより）。

## 作品リスト
- とりぱん（2005年 - 、『モーニング』連載）
- 学研キッズネット・いわて妖怪天国（イラスト提供）
- かもしか温泉（2011年、『コミックいわて』掲載）
- 黒白（こくびゃく）（2015年 - 2016年、『イブニング』連載、単行本：上・下巻刊行）
- 星の翅（『We are 宇宙兄弟』Vol. 02-07連載・全6話）
- 空日屋（うつろひや）（2019年23号 - 2021年12号、『漫画アクション』連載）